# Nick Yelloly
Nicholas „Nick” Jon Yelloly (ur. 3 grudnia 1990 w Stafford, Anglia) – brytyjski kierowca wyścigowy. W 2025 roku wraz z zespołem Inter Europol Competition wygrał w klasie LMP2 w 24 godzinnym wyścigu Le Mans.

## Życiorys

### Formuła Renault
Nick karierę rozpoczął w 2005 roku od startów w kartingu. W 2008 roku zadebiutował w serii wyścigów samochodów jednomiejscowych – zimowej edycji Brytyjskiej Formuły Renault. W klasyfikacji generalnej uplasował się na 14. miejscu, adekwatną do zajmowanych pozycji w wyścigach. W sezonie 2009 brał udział już w głównym cyklu, w którym zmagania zakończył na 19. pozycji. W zimowym z kolei stanął na podium w dwóch z czterech rozegranych wyścigów, sięgając ostatecznie po tytuł wicemistrzowski.
W roku 2010 Brytyjczyk (z zespołem Atech GP) trzykrotnie znalazł się w pierwszej trójce, odnosząc przy tym jedno zwycięstwo, w kończącym sezon wyścigu na torze Brands Hatch. Zdobyte punkty sklasyfikowały go na 7. miejscu. Na węgierskim Hungaroringu Yelloly zaliczył gościnny występ w europejskim odpowiedniku tego serialu. Oba wyścigi zakończył poza czołową dziesiątką.

### Seria GP3
Na sezon 2011 Nick ponownie podpisał kontrakt z brytyjską ekipą Atech GP, tym razem jednak na starty w Serii GP3. Jedyne punkty uzyskał na ulewnym brytyjskim torze Silverstone, na którym zmagania zakończył odpowiednio na trzecim oraz szóstym miejscu. Ostatecznie w klasyfikacji generalnej uplasował się na 21. miejscu.
Do serii GP3 powrócił w sezonie 2013, kiedy to jeździł z zespołem Carlin. W ciągu szesnastu wyścigów, w których wystartował, czterokrotnie stawał na podium, ale nigdy nie wygrywał. Z dorobkiem 107 punktów uplasował się na szóstej pozycji w klasyfikacji generalnej.
Na sezon 2014 Brytyjczyk podpisał kontrakt z kanadyjską ekipą Status Grand Prix. Wystartował łącznie w osiemnastu wyścigach, spośród których czterokrotnie stawał na podium. Był najlepszy w drugim wyścigu w Abu Zabi. Uzbierał łącznie 127 punkty, które zapewniły mu szóste miejsce w końcowej klasyfikacji kierowców.

### Formuła Renault 3.5
W 2011 roku Nick zastąpił Hiszpana Marcosa Martíneza (w hiszpańskim zespole Pons Racing) w ostatnich trzech rundach sezonu Formuły Renault 3.5. Yelloly już w pierwszym wyścigu (na Silverstone) rywalizację ukończył na piątym miejscu. Dyrekcja techniczna doszukała się jednak nieprawidłowości w bolidzie, za co Brytyjczyk został zdyskwalifikowany. W pozostałych pięciu podejściach Nick trzykrotnie dojechał w czołowej szóstce, kończąc sezon drugą lokatą na hiszpańskim torze Circuit de Catalunya. Ostatecznie zmagania zakończył na 14. pozycji w końcowej klasyfikacji.
W kolejnym sezonie startów podpisał kontrakt z zespołem Comtec Racing. Po dwóch zwycięstwach oraz czterech podiach uplasował się na pozycji 5 w klasyfikacji końcowej.
W 2013 roku wystartował w Formule Renault 3.5 jedynie podczas wyścigu w Monako z zespołem Zeta Corse. Zajął tam czternaste miejsce. W klasyfikacji generalnej został sklasyfikowany na 28. pozycji.
W sezonie 2014 ponownie zaliczył udział w jednej eliminacji - tym razem na brytyjskim torze Silverstone oraz w ekipie Lotusa. W pierwszym wyścigu był czternasty, natomiast w drugim siódmy. Dorobek sześciu punktów sklasyfikował go na 20. miejscu.

### Seria GP2
W roku 2015 Yelloly przeniósł się do serii GP2, gdzie nawiązał współpracę z ekipą Hilmer Motorsport. Niemiecki zespół w związku z problemami finansowymi zrezygnował z udziału w azjatyckiej rundzie Sakhir i rozpoczął rywalizację od pierwszej europejskiej eliminacji, na hiszpańskim torze Circuit de Catalunya. W ciągu dwunastu wyścigów Brytyjczyk czterokrotnie sięgał po punkty, najlepszy wynik odnotowując w sprincie na rodzimym torze Silverstone, gdzie był piąty. Po wyścigach w Belgii w związku z kwestiami ekonomicznymi jego miejsce zajął Szwajcar Simon Trummer. Dorobek dziewiętnastu punktów sklasyfikował go na 19. pozycji.
Porsche Carrera Cup
Na rok 2016 przeniósł się do serii Porsche Carrera Cup Germany do zespołu Rookie Team Deutsche Post by Project 1. W debiutanckim sezonie zajął 6 miejsce w klasyfikacji generalnej. W następnym sezonie został vicemistrzem serii. 
Porsche Supercup
Na rok 2018 przeniósł się do serii Porsche Supercup. Tam startował w zespole Fach Auto Tech. Sezon zakończył na 2 miejscu. 
Wyścigi Długodystansowe
W następnych latach startował w różnych Seriach dlugodystansowych. W tym czasie w 2019 wygrał serię China GT Championship, rok później wygrał 24 godzinny wyścig na Nurburgringu, a w 2023 zdobył vicemistrzostwo GT World Challenge Europe Endurance Cup. W 2025 roku wraz z zespołem Inter Europol Competition wygrał w klasie LMP2 w 24 godzinnym wyścigu Le Mans.

## Wyniki

### GP2
| Legenda oznaczeń w tabelach wyników Wyświetl szablon na nowej stronie | Legenda oznaczeń w tabelach wyników Wyświetl szablon na nowej stronie                                                                     |
| Oznaczenie                                                            | Wyjaśnienie |
| --------------------------------------------------------------------- | --- |
| Złoty                                                                 | Zwycięzca lub mistrzostwo |
| Srebrny                                                               | 2. miejsce lub wicemistrzostwo |
| Brązowy                                                               | 3. miejsce lub II wicemistrzostwo |
| Zielony                                                               | Ukończył, punktował (w klasyfikacji generalnej, gdy zdobył co najmniej jeden punkt na przestrzeni sezonu, poza trzema powyższymi opcjami) |
| Niebieski                                                             | Ukończył, nie punktował (w klasyfikacji generalnej, gdy nie zdobył co najmniej jednego punktu na przestrzeni sezonu)                      |
| Czerwony                                                              | Nie zakwalifikował się (NZ) |
| Czerwony                                                              | Nie prekwalifikował się (NPK) |
| Różowy                                                                | Nie ukończył (NU) |
| Różowy                                                                | Niesklasyfikowany (NS) (w klasyfikacji generalnej, gdy nie został sklasyfikowany w żadnym wyścigu sezonu)                                 |
| Czarny                                                                | Zdyskwalifikowany (DK) |
| Czarny                                                                | Wykluczony (WYK/EX) |
| Biały                                                                 | Nie wystartował (NW) |
| Biały                                                                 | Kontuzjowany (K/INJ) |
| Biały                                                                 | Wyścig odwołany (OD/C) |
| Bez koloru                                                            | Został wycofany (WYC/WD) |
| Bez koloru                                                            | Nie przybył (NP/DNA) |
| Bez koloru                                                            | Nie brał udziału w treningach (NT/DNP) |
| Bez koloru                                                            | Nie został zgłoszony (–) |
| Pogrubienie                                                           | Start z pole position |
| Kursywa                                                               | Najszybsze okrążenie wyścigu |
| †                                                                     | Nie ukończył, ale jego rezultat został zaliczony ze względu na przejechanie więcej niż 90% dystansu wyścigu.                              |
| *                                                                     | Sezon w trakcie |
| 1/2/3                                                                 | Punktowana pozycja w sprincie |
| Lista systemów punktacji Formuły 1                                    | |

| Rok  | Zespół            | Wyniki w poszczególnych eliminacjach | Wyniki w poszczególnych eliminacjach | Wyniki w poszczególnych eliminacjach | Wyniki w poszczególnych eliminacjach | Wyniki w poszczególnych eliminacjach | Wyniki w poszczególnych eliminacjach | Wyniki w poszczególnych eliminacjach | Wyniki w poszczególnych eliminacjach | Wyniki w poszczególnych eliminacjach | Wyniki w poszczególnych eliminacjach | Wyniki w poszczególnych eliminacjach | Wyniki w poszczególnych eliminacjach | Wyniki w poszczególnych eliminacjach | Wyniki w poszczególnych eliminacjach | Wyniki w poszczególnych eliminacjach | Wyniki w poszczególnych eliminacjach | Wyniki w poszczególnych eliminacjach | Wyniki w poszczególnych eliminacjach | Wyniki w poszczególnych eliminacjach | Wyniki w poszczególnych eliminacjach | Wyniki w poszczególnych eliminacjach | Punkty | Pozycja |
| ---- | ----------------- | ------------------------------------ | ------------------------------------ | ------------------------------------ | ------------------------------------ | ------------------------------------ | ------------------------------------ | ------------------------------------ | ------------------------------------ | ------------------------------------ | ------------------------------------ | ------------------------------------ | ------------------------------------ | ------------------------------------ | ------------------------------------ | ------------------------------------ | ------------------------------------ | ------------------------------------ | ------------------------------------ | ------------------------------------ | ------------------------------------ | ------------------------------------ | ------ | ------- |
| 2015 | Hilmer Motorsport | BHR                                  | BHR                                  | ESP                                  | ESP                                  | MON                                  | MON                                  | AUT                                  | AUT                                  | GBR                                  | GBR                                  | HUN                                  | HUN                                  | BEL                                  | BEL                                  | ITA                                  | ITA                                  | RUS                                  | RUS                                  | BHR                                  | BHR                                  | ARE                                  | 19     | 19      |
| 2015 | Hilmer Motorsport | -                                    | -                                    | NU                                   | 14                                   | 10                                   | 9                                    | 8                                    | NU                                   | 7                                    | 5                                    | NU                                   | 17                                   | NU                                   | 17                                   | -                                    | -                                    | -                                    | -                                    | -                                    | -                                    | -                                    | 19     | 19      |

### GP3
| Legenda oznaczeń w tabelach wyników Wyświetl szablon na nowej stronie | Legenda oznaczeń w tabelach wyników Wyświetl szablon na nowej stronie                                                                     |
| Oznaczenie                                                            | Wyjaśnienie |
| --------------------------------------------------------------------- | --- |
| Złoty                                                                 | Zwycięzca lub mistrzostwo |
| Srebrny                                                               | 2. miejsce lub wicemistrzostwo |
| Brązowy                                                               | 3. miejsce lub II wicemistrzostwo |
| Zielony                                                               | Ukończył, punktował (w klasyfikacji generalnej, gdy zdobył co najmniej jeden punkt na przestrzeni sezonu, poza trzema powyższymi opcjami) |
| Niebieski                                                             | Ukończył, nie punktował (w klasyfikacji generalnej, gdy nie zdobył co najmniej jednego punktu na przestrzeni sezonu)                      |
| Czerwony                                                              | Nie zakwalifikował się (NZ) |
| Czerwony                                                              | Nie prekwalifikował się (NPK) |
| Różowy                                                                | Nie ukończył (NU) |
| Różowy                                                                | Niesklasyfikowany (NS) (w klasyfikacji generalnej, gdy nie został sklasyfikowany w żadnym wyścigu sezonu)                                 |
| Czarny                                                                | Zdyskwalifikowany (DK) |
| Czarny                                                                | Wykluczony (WYK/EX) |
| Biały                                                                 | Nie wystartował (NW) |
| Biały                                                                 | Kontuzjowany (K/INJ) |
| Biały                                                                 | Wyścig odwołany (OD/C) |
| Bez koloru                                                            | Został wycofany (WYC/WD) |
| Bez koloru                                                            | Nie przybył (NP/DNA) |
| Bez koloru                                                            | Nie brał udziału w treningach (NT/DNP) |
| Bez koloru                                                            | Nie został zgłoszony (–) |
| Pogrubienie                                                           | Start z pole position |
| Kursywa                                                               | Najszybsze okrążenie wyścigu |
| †                                                                     | Nie ukończył, ale jego rezultat został zaliczony ze względu na przejechanie więcej niż 90% dystansu wyścigu.                              |
| *                                                                     | Sezon w trakcie |
| 1/2/3                                                                 | Punktowana pozycja w sprincie |
| Lista systemów punktacji Formuły 1                                    | |

| Rok  | Zespół            | Wyniki w poszczególnych eliminacjach | Wyniki w poszczególnych eliminacjach | Wyniki w poszczególnych eliminacjach | Wyniki w poszczególnych eliminacjach | Wyniki w poszczególnych eliminacjach | Wyniki w poszczególnych eliminacjach | Wyniki w poszczególnych eliminacjach | Wyniki w poszczególnych eliminacjach | Wyniki w poszczególnych eliminacjach | Wyniki w poszczególnych eliminacjach | Wyniki w poszczególnych eliminacjach | Wyniki w poszczególnych eliminacjach | Wyniki w poszczególnych eliminacjach | Wyniki w poszczególnych eliminacjach | Wyniki w poszczególnych eliminacjach | Wyniki w poszczególnych eliminacjach | Wyniki w poszczególnych eliminacjach | Wyniki w poszczególnych eliminacjach | Punkty | Pozycja |
| ---- | ----------------- | ------------------------------------ | ------------------------------------ | ------------------------------------ | ------------------------------------ | ------------------------------------ | ------------------------------------ | ------------------------------------ | ------------------------------------ | ------------------------------------ | ------------------------------------ | ------------------------------------ | ------------------------------------ | ------------------------------------ | ------------------------------------ | ------------------------------------ | ------------------------------------ | ------------------------------------ | ------------------------------------ | ------ | ------- |
| 2011 | Atech CRS GP      | TUR                                  | TUR                                  | ESP                                  | ESP                                  | VAL                                  | VAL                                  | GBR                                  | GBR                                  | DEU                                  | DEU                                  | HUN                                  | HUN                                  | BEL                                  | BEL                                  | ITA                                  | ITA                                  |                                      |                                      | 7      | 21      |
| 2011 | Atech CRS GP      | 13                                   | 11                                   | 25                                   | 18                                   | 9                                    | 12                                   | 3                                    | 6                                    | 16                                   | 9                                    | 21                                   | NU                                   | NU                                   | 13                                   | NU                                   | NU                                   |                                      |                                      | 7      | 21      |
| 2013 | Carlin            | ESP                                  | ESP                                  | VAL                                  | VAL                                  | GBR                                  | GBR                                  | DEU                                  | DEU                                  | HUN                                  | HUN                                  | BEL                                  | BEL                                  | ITA                                  | ITA                                  | ARE                                  | ARE                                  |                                      |                                      | 107    | 6       |
| 2013 | Carlin            | 4                                    | NU                                   | 12                                   | 9                                    | 6                                    | 2                                    | 5                                    | 3                                    | 15                                   | 13                                   | 6                                    | 4                                    | 2                                    | NU                                   | 3                                    | 6                                    |                                      |                                      | 107    | 6       |
| 2014 | Status Grand Prix | ESP                                  | ESP                                  | AUT                                  | AUT                                  | GBR                                  | GBR                                  | DEU                                  | DEU                                  | HUN                                  | HUN                                  | BEL                                  | BEL                                  | ITA                                  | ITA                                  | RUS                                  | RUS                                  | ARE                                  | ARE                                  | 127    | 6       |
| 2014 | Status Grand Prix | 9                                    | 7                                    | 7                                    | 5                                    | 5                                    | 2                                    | 4                                    | 5                                    | 2                                    | 11                                   | 3                                    | 5                                    | 10                                   | 5                                    | 9                                    | 6                                    | 8                                    | 1                                    | 127    | 6       |

### Formuła Renault 3.5
| Legenda oznaczeń w tabelach wyników Wyświetl szablon na nowej stronie | Legenda oznaczeń w tabelach wyników Wyświetl szablon na nowej stronie                                                                     |
| Oznaczenie                                                            | Wyjaśnienie |
| --------------------------------------------------------------------- | --- |
| Złoty                                                                 | Zwycięzca lub mistrzostwo |
| Srebrny                                                               | 2. miejsce lub wicemistrzostwo |
| Brązowy                                                               | 3. miejsce lub II wicemistrzostwo |
| Zielony                                                               | Ukończył, punktował (w klasyfikacji generalnej, gdy zdobył co najmniej jeden punkt na przestrzeni sezonu, poza trzema powyższymi opcjami) |
| Niebieski                                                             | Ukończył, nie punktował (w klasyfikacji generalnej, gdy nie zdobył co najmniej jednego punktu na przestrzeni sezonu)                      |
| Czerwony                                                              | Nie zakwalifikował się (NZ) |
| Czerwony                                                              | Nie prekwalifikował się (NPK) |
| Różowy                                                                | Nie ukończył (NU) |
| Różowy                                                                | Niesklasyfikowany (NS) (w klasyfikacji generalnej, gdy nie został sklasyfikowany w żadnym wyścigu sezonu)                                 |
| Czarny                                                                | Zdyskwalifikowany (DK) |
| Czarny                                                                | Wykluczony (WYK/EX) |
| Biały                                                                 | Nie wystartował (NW) |
| Biały                                                                 | Kontuzjowany (K/INJ) |
| Biały                                                                 | Wyścig odwołany (OD/C) |
| Bez koloru                                                            | Został wycofany (WYC/WD) |
| Bez koloru                                                            | Nie przybył (NP/DNA) |
| Bez koloru                                                            | Nie brał udziału w treningach (NT/DNP) |
| Bez koloru                                                            | Nie został zgłoszony (–) |
| Pogrubienie                                                           | Start z pole position |
| Kursywa                                                               | Najszybsze okrążenie wyścigu |
| †                                                                     | Nie ukończył, ale jego rezultat został zaliczony ze względu na przejechanie więcej niż 90% dystansu wyścigu.                              |
| *                                                                     | Sezon w trakcie |
| 1/2/3                                                                 | Punktowana pozycja w sprincie |
| Lista systemów punktacji Formuły 1                                    | |

| Rok  | Zespół        | Wyniki w poszczególnych eliminacjach | Wyniki w poszczególnych eliminacjach | Wyniki w poszczególnych eliminacjach | Wyniki w poszczególnych eliminacjach | Wyniki w poszczególnych eliminacjach | Wyniki w poszczególnych eliminacjach | Wyniki w poszczególnych eliminacjach | Wyniki w poszczególnych eliminacjach | Wyniki w poszczególnych eliminacjach | Wyniki w poszczególnych eliminacjach | Wyniki w poszczególnych eliminacjach | Wyniki w poszczególnych eliminacjach | Wyniki w poszczególnych eliminacjach | Wyniki w poszczególnych eliminacjach | Wyniki w poszczególnych eliminacjach | Wyniki w poszczególnych eliminacjach | Wyniki w poszczególnych eliminacjach | Punkty | Pozycja |
| ---- | ------------- | ------------------------------------ | ------------------------------------ | ------------------------------------ | ------------------------------------ | ------------------------------------ | ------------------------------------ | ------------------------------------ | ------------------------------------ | ------------------------------------ | ------------------------------------ | ------------------------------------ | ------------------------------------ | ------------------------------------ | ------------------------------------ | ------------------------------------ | ------------------------------------ | ------------------------------------ | ------ | ------- |
| 2011 | Pons Racing   | ARA                                  | ARA                                  | BEL                                  | BEL                                  | ITA                                  | ITA                                  | MON                                  | DEU                                  | DEU                                  | HUN                                  | HUN                                  | GBR                                  | GBR                                  | FRA                                  | FRA                                  | CAT                                  | CAT                                  | 36     | 14      |
| 2011 | Pons Racing   | -                                    | -                                    | -                                    | -                                    | -                                    | -                                    | -                                    | -                                    | -                                    | -                                    | -                                    | DK                                   | 14                                   | NU                                   | 5                                    | 6                                    | 2                                    | 36     | 14      |
| 2012 | Comtec Racing | ARA                                  | ARA                                  | MON                                  | BEL                                  | BEL                                  | DEU                                  | DEU                                  | RUS                                  | RUS                                  | GBR                                  | GBR                                  | HUN                                  | HUN                                  | FRA                                  | FRA                                  | CAT                                  | CAT                                  | 122    | 5       |
| 2012 | Comtec Racing | 1                                    | 18                                   | 7                                    | 9                                    | 2                                    | NU                                   | 1                                    | 12                                   | 16                                   | 4                                    | 8                                    | 14                                   | 20                                   | 2                                    | 4                                    | 15                                   | 13                                   | 122    | 5       |
| 2013 | Zeta Corse    | ITA                                  | ITA                                  | ARA                                  | ARA                                  | MON                                  | BEL                                  | BEL                                  | RUS                                  | RUS                                  | AUT                                  | AUT                                  | HUN                                  | HUN                                  | FRA                                  | FRA                                  | CAT                                  | CAT                                  | 0      | 28      |
| 2013 | Zeta Corse    | -                                    | -                                    | -                                    | -                                    | 14                                   | -                                    | -                                    | -                                    | -                                    | -                                    | -                                    | -                                    | -                                    | -                                    | -                                    | -                                    | -                                    | 0      | 28      |
| 2015 | Lotus         | ARA                                  | ARA                                  | MON                                  | BEL                                  | BEL                                  | HUN                                  | HUN                                  | AUT                                  | AUT                                  | UK                                   | UK                                   | DEU                                  | DEU                                  | FRA                                  | FRA                                  | JER                                  | JER                                  | 6      | 20      |
| 2015 | Lotus         | -                                    | -                                    | -                                    | -                                    | -                                    | -                                    | -                                    | -                                    | -                                    | 14                                   | 7                                    | -                                    | -                                    | -                                    | -                                    | -                                    | -                                    | 6      | 20      |

### Podsumowanie
| Sezon | Seria                                     | Zespół             | Wyścigi | Zwycięstwa | pole position | NO | Podium | Punkty | Pozycja |
| ----- | ----------------------------------------- | ------------------ | ------- | ---------- | ------------- | -- | ------ | ------ | ------- |
| 2008  | Brytyjska Formuła Renault (edycja zimowa) | Fortec Competition | 4       | 0          | 0             | 0  | 0      | 31     | 14      |
| 2009  | Brytyjska Formuła Renault                 | Hitech Junior Team | 20      | 0          | 0             | 0  | 0      | 83     | 19      |
| 2009  | Brytyjska Formuła Renault (edycja zimowa) | Hitech Junior Team | 4       | 0          | 0             | 0  | 2      | 93     | 2       |
| 2010  | Brytyjska Formuła Renault                 | Atech GP           | 20      | 1          | 1             | 2  | 3      | 312    | 7       |
| 2010  | Europejska Formuła Renault                | Atech GP           | 2       | 0          | 0             | 0  | 0      | N/A    | NS†     |
| 2011  | Seria GP3                                 | Atech CRS GP       | 16      | 0          | 0             | 0  | 1      | 7      | 21      |
| 2011  | Formuła Renault 3.5                       | Pons Racing        | 6       | 0          | 0             | 0  | 1      | 36     | 14      |
| 2012  | Formuła Renault 3.5                       | Comtec Racing      | 17      | 2          | 1             | 0  | 4      | 122    | 5       |
| 2013  | Formuła Renault 3.5                       | Zeta Corse         | 1       | 0          | 0             | 0  | 0      | 0      | 28      |
| 2013  | Seria GP3                                 | Carlin             | 16      | 0          | 0             | 0  | 1      | 107    | 6       |
| 2014  | Seria GP3                                 | Status Grand Prix  | 18      | 1          | 0             | 0  | 4      | 127    | 6       |
| 2015  | Seria GP2                                 | Hilmer Motorsport  | 12      | 0          | 0             | 1  | 0      | 19     | 19      |
| 2015  | Formuła Renault 3.5                       | Lotus              | 2       | 0          | 0             | 0  | 0      | 6      | 20      |

† – Yelloly nie był liczony do klasyfikacji.